# Leiqui Uriana
Leiqui del Carmen Uriana Henríquez (Maracaibo, estado Zulia, Venezuela; 24 de enero de 1983) es una periodista, cineasta, productora y activista venezolana. Es directora general de Anakaa Film y fundadora y miembro de la Red de Comunicadores wayúu en la Guajira colombo-venezolana.

## Biografía
Nació en la ciudad de Maracaibo, entre los asentamientos wayúu que se establecieron en la capital del estado Zulia. Pertenece al  clan wayúu del clan Sijona. Leiqui Uriana es una de las primeras mujeres wayúu en liderar el cine colombo-venezolano desde la perspectiva y el enfoque de los pueblos indígenas. Comenzó su carrera profesional aspirando a graduarse de enfermera, posteriormente decide hacer un cambio en sus metas a raíz de un encuentro con el realizador, cineasta y antropólogo francés Xavier Larroque, de quien fue intérprete durante la visita a su comunidad. Comenzó su carrera de comunicación social mientras trabajó en el canal venezolano Vivetv presentando docurreportajes sobre la situación de los indígenas que viven en las ciudades. Se enfoco en mostrar la perspectiva indígena en cada proyecto audiovisual con el fin de hacerle frente a los señalamientos y tergiversación de las costumbres y modos de vida indígena.
Posteriormente quedó seleccionada para una beca en Cuba, en la Escuela Internacional de Cine y Televisión de San Antonio de los Baños, en la que tuvo tres años para prepararse como directora de documentales. Durante su estadía se relaciona con diversos líderes y lideresas de todo el mundo. Obtiene su título en el año 2012, para luego retornar a su país y dirigir diversas actividades y proyectos enmarcados en fortalecer la imagen y el liderazgo de los jóvenes indígenas frente a temas transversales como la reafirmación cultural y el etnocentrismo presente en los medios audiovisuales establecidos.

## Carrera
Ha trabajado en más de 32 documentales para televisión como el niño shua de Patricia Ortega y Shawantama'ana de Yanilu Ojeda, en ambos destacó como asistente de producción y dirección. Dirigió el documental El Cedrón mientras estaba en Cuba. Participó en los documentales creados en el marco del proyecto Ser un ser humano de la EICTV. En el año 2017 participó como asistente de producción en la película wayúu Pájaros de verano, y en el 2019 participó en la producción general de la película El regreso al mar de mis muertos aún en proyecto.

### Viaje a Bilbao
En el año 2012, Leiqui Uriana condena y deplora el maltrato que sufrió durante un viaje hacía el continente europeo en vísperas del Festival Internacional de Cine Invisible de Bilbao, para la muestra del proyecto “Ser un Ser Humano”. Uriana denuncio un trato discriminatorio por parte de las autoridades en el aeropuerto de Maiquetía en Caracas, quienes se valieron del origen étnico y rasgos físicos para retener y someterla bajo un procedimiento antiterrorista.

### Muestra de Cine y Vídeo Wayúu
Leiqui Uriana junto a la red de comunicadores wayúu se han puesto al frente de la muestra de cine y vídeo wayúu, el cual se plantea como un espacio de difusión, fortalecimiento y socialización de los diversos trabajos adelantados por realizadores y jóvenes wayúu de acuerdo a diferentes temáticas. Las diversas muestras son expuestas en espacios con participación de las comunidades wayúu en los diferentes territorios. Cada año la muestra cambia de temática de acuerdo a los lineamientos que estipula el grupo organizador, siempre enfocados en el pueblo wayúu más la invitación de otros pueblos indígenas de Colombia.